# Dłużec (jezioro w woj. zachodniopomorskim)
Dłużec – jezioro w granicach wsi Banie, położone na południowy zachód od Bani, w południowo-zachodniej części województwa zachodniopomorskiego. Jest to jezioro polodowcowe typu rynnowego. Dłużec jest jeziorem przepływowym. Do jeziora na południu wpływa rzeka Tywa, wypływając w północnej części jeziora na północ. Z tej racji jezioro połączone jest z ośmioma jeziorami rynnowymi, a bezpośrednio z Jeziorem Długim i Jeziorem Mostowym.
Na przestrzeni wieków nazwa jeziora ulegała zmianie. Po niemiecku jezioro miało następujące nazwy: Bahnschen See (1501), Bahnschen Langen See (1784), Langer See (1890), Bahner See (1833). Po 1945 r. również dochodziło do zmian. Jezioro nosiło nazwy: Długie Bańskie (1963), Dołgie Bańskie (1978).
Jezioro o wydłużonym kształcie. Oś jeziora biegnie z północy na południe. Jezioro obfituje w ryby. W typologii rybackiej jest to jezioro sandaczowe, ale przeważają tam okonie.
Na północnym brzegu przy skrzyżowaniu dróg nr 121 i 122, obok kaplicy św. Jerzego oraz ścieżki rowerowej znajduje się strzeżona plaża. Z racji przepływającej Tywy jezioro jest miejscem spływów kajakowych.